# کارلوس گروستیسا
کارلوس گروستیسا ((به اسپانیایی: Carlos Gorostiza); ۷ ژوئن ۱۹۲۰ – ۱۹ ژوئیهٔ ۲۰۱۶) نمایشنامه‌نویس، کارگردان تئاتر، و رمان‌نویس اهل آرژانتین بود. وی بین سال‌های ۱۹۴۳ تا ۲۰۱۶ میلادی فعالیت می‌کرد. وی هم‌چنین در سال‌های ۱۹۸۳ تا ۱۹۸۶ وزیر فرهنگ آرژانتین بود.